# بی‌سیم (اصطلاح)

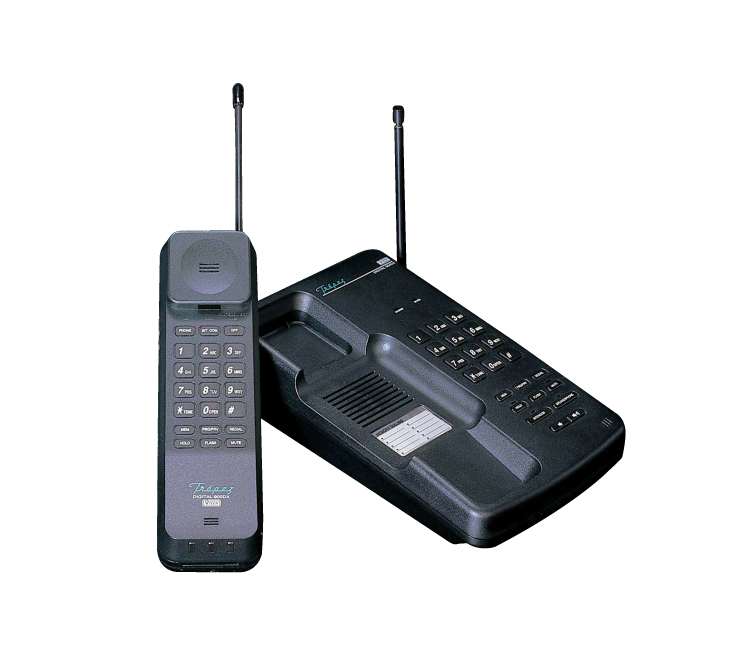
تلفن بی سیم

اصطلاح بی‌سیم عموماً برای اشاره به وسایل الکتریکی یا الکترونیکی استفاده می‌شود که توسط باتری شارژ می‌شوند و می‌توانند بدون سیم برق یا کابل متصل به پریز برق برای تأمین انرژی کار کنند و امکان جابجایی را فراهم کنند.
دستگاه بی‌سیم به‌طور کلی به دستگاه‌هایی گفته می‌شود که از نوعی انرژی (مثلاً امواج رادیویی، مادون قرمز، اولتراسونیک و غیره) برای انتقال اطلاعات یا دستورها در فاصله بدون استفاده از سیم‌های ارتباطی استفاده می‌کنند، صرف نظر از اینکه دستگاه آن را دریافت می‌کند یا خیر. اصطلاح " قابل حمل " یک اصطلاح کلی تر است و وقتی به دستگاه‌های الکتریکی و الکترونیکی اشاره می‌شود، معمولاً به معنای دستگاه‌هایی است که کاملاً مستقل هستند (مثلاً دارای منبع تغذیه داخلی، فاقد واحد پایه و غیره) هستند و همچنین ممکن است از فناوری بی‌سیم استفاده کند.